# Fehér felsőbbrendűség

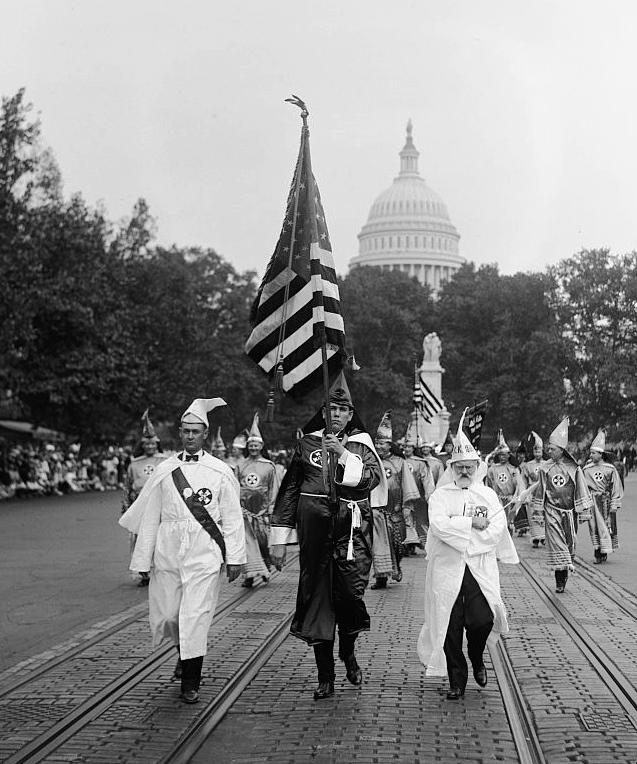
Egy Ku-Klux-Klan felvonulás Washingtonban (1926)

A fehér felsőbbrendűség az az ideológia vagy hit, hogy a fehér emberek felsőbbrendűek más rasszokhoz képest és uralkodniuk kéne fölöttük. Az ideológia szerint meg kell védeni a fehér emberek hatalmát és minden kiváltságukat. A fehér felsőbbrendűség az ún. tudományos rasszizmusban gyökerezik (amely ma már áltudományos elmélet) és az egyik fő indoklása volt az európai gyarmatosításoknak. Több kortárs mozgalomnak is ezen alapulnak elvei, mint a neokonföderáció, neonácizmus és a Keresztény Identitás.

## Definíciója
A fehér felsőbbrendűség különböző koncepciói szerint gyakran változik az, hogy kit is tekintenek fehérnek, bár általában a világos bőrű, szőke és kék szemű személyeket, azaz az áltudományosan árja rassz tagjainak tekintett személyek vannak ide sorolva. Gyakran csoportonként változik, hogy kiket tekintenek fő ellenségüknek, származás, etnikum vagy vallási alapokon, de a leggyakoribbak a Fekete-Afrikából származó népek, az amerikai és óceániai országok indián népei, ázsiaiak, több fajú népek, Közel-keleti népek, zsidók, muszlimok és LMBT-személyek.
Politikai ideológiaként az a fő célja, hogy a fehérek és azok nem fehér támogatói kulturális, társadalmi, történelmi és intézményes uralmat tartson fenn az alsóbbrendű rasszok felett. Intézményesítve ez az ideológia olyan törvényeken keresztül volt, mint a rabszolga-kereskedelem, a Jim Crow-törvények az Egyesült Államokban, a Fehér-Ausztrália politika az 1970-es évek közepén és a Dél-afrikai apartheid. Ebből az ideológiából indult ki az úgynevezett White power mozgalom, amely célja az 1980-as évek óta az Egyesült Államok kormányának megdöntése és egy paramilitáris etnikai alapú állam felállítása.
Más felhasználásában a szó azt is jelentheti, hogy egy bizonyos államban fehér népek intézményes előnyben részesülnek az ország igazságszolgáltatásának és egyéb intézményeinek felépítése miatt.

## Története
A fehér felsőbbrendűség ideológiai alapjai a 17. század tudományos rasszizmusáig vezethető vissza, amely segítette a nemzetközi politikát és a rasszokkal kapcsolatos politikát a felvilágosodás végétől egészen a 20. század végéig. A tudományos rasszizmus végét az apartheid lezárta, és a gyarmati rendszer felbomlása jelentette, 1991-ben.

### Brit Nemzetközösség
Többször is felvetődött az a kérdés, hogy Winston Churchill, akit 2002-ben minden idők legnagyobb britjének választottak rasszista volt-e és hitt-e a fehér felsőbbrendűségben. A zsidó vándorlásról Palesztinába a következőt nyilatkozta:
„Nem ismerem be, hogy az kutyának van teljes joga a vályúhoz, annak ellenére, hogy ott feküdt nagyon rég óta. Nem ismerem el ezt a jogot. Nem ismerem el például, hogy nagy rosszat tettek volna Amerika vörös indiánjai ellen vagy Ausztrália fekete emberei ellen. Nem ismerem el, hogy rosszat tettek volna ezek ellen az emberek ellen azzal, hogy egy erősebb rassz, egy magasabb rangú rassz vagy egy bármilyen szinten bölcsebb rassz... jött és átvette a helyüket.”
Richard Toye, a Churchill's Empire szerzője azt mondta, hogy „Churchill azt gondolta, hogy a fehér emberek felsőbbrendűek voltak.”

#### Dél-Afrika
A dekolonizáció idején több Dél-afrikai országban is magas volt a rasszok közötti feszültség, főleg ahol az afrikaiak és az európai felmenőkkel rendelkezők ütköztek meg, hogy megvédjék társadalmi és politikai státuszukat. A holland birodalom alatt alakult ki az apartheid Dél-Afrikában és folytatódott a brit hatalomátvétel után is. 1948-ban vezették be hivatalos törvényként a rendszert, mikor a Nemzeti Párt megnyerte a választást. Ez a rendszer négy csoportba válogatta az embereket: feketék, fehérek, színesek és indiaiak. 1970-ben a John Vorster vezette kormány megtagadta a feketéktől a politikai képviseletet és ettől kezdve, egészen az apartheid 1991-es eltörléséig nem lehettek állampolgárok.

### Egyesült Államok

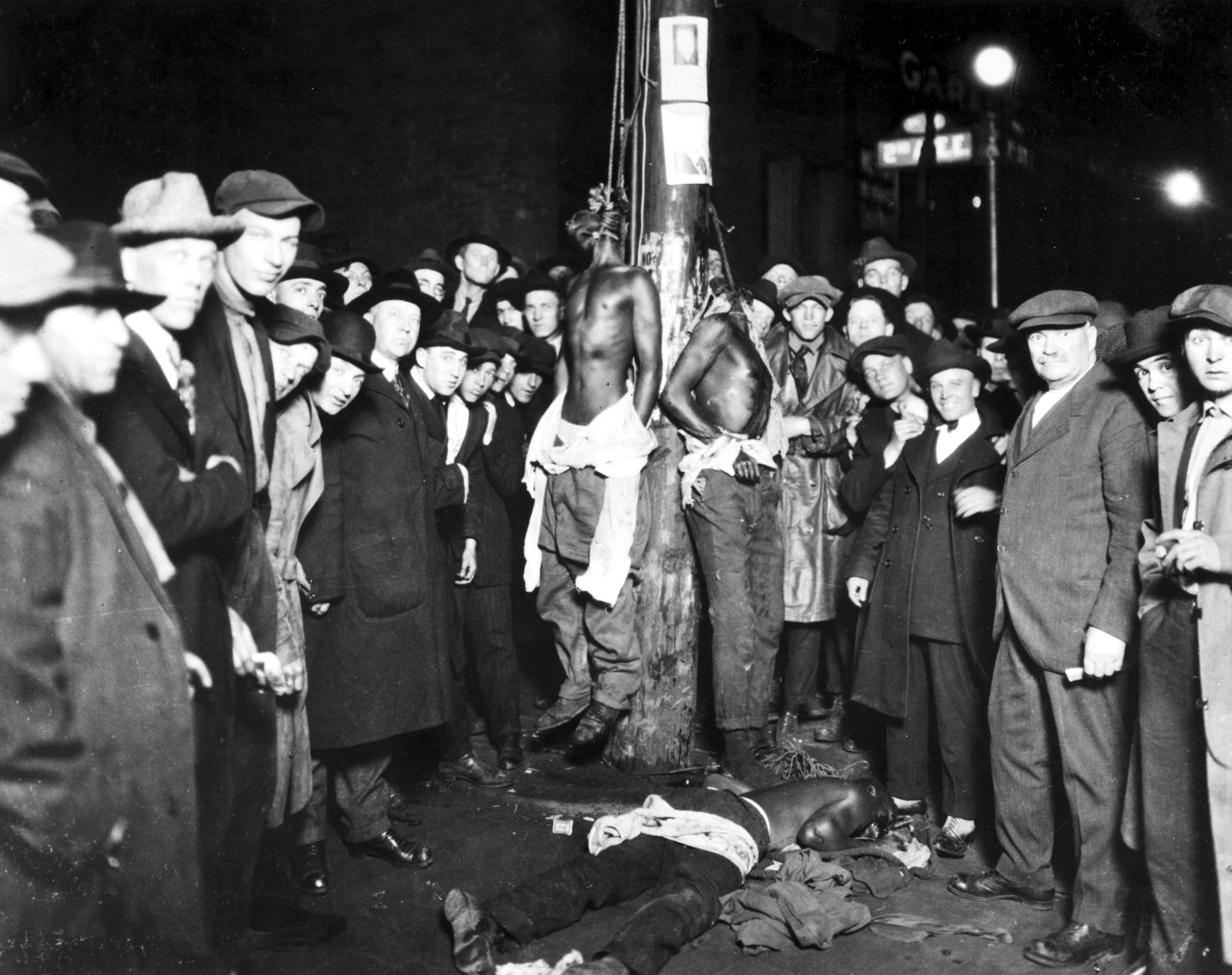
Fehér emberek állnak körbe három meglincselt fekete személyt 1920-ban, Duluth-ban. A lincselések népszerű módjai voltak a fehér felsőbbrendűség ünneplésének. Gyakran levelezőlapként adták el az ilyen képeket

A fehér felsőbbrendűség egy uralkodó ideológia volt az Egyesült Államokban a polgárháború előtt és után is, majd az 1870-es évek után is még évtizedekig folytatódott. A polgárháború előtt nagyon sok gazdag fehér-európai amerikai tartott rabszolgákat, amelyet a tudományosan próbáltak megalapozni. Thomas Jefferson későbbi elnök is ezen emberek közé tartozott és 1785-ben azt mondta, hogy a feketék „alsóbbrendűek a fehérekhez képest az elme és a test tehetségeit tekintve.” Délen több, mint négy millió rabszolgától tagadták meg szabadságukat. A polgárháború kitörésének egyik fő indoka a fehér felsőbbrendűség fenntartása volt, amelynek következtében jött létre az Amerikai Konföderációs Államok. 1890-ben L. Frank Baum azt írta, hogy „A Fehérek, a hódítás törvénye és a civilizáció igazsága szerint az amerikai kontinens mesterei és a gyarmatok megvédésének legjobb módja a fennmaradó néhány indián teljes elpusztítása.”
Az 1790-es honosítási törvény szerint csak fehér emberek lehettek amerikai állampolgárok. Az Egyesült Államok egyes részein sokan, akiket nem tartottak fehérnek, eltiltották kormányhivataloktól, megfosztották jogaiktól és a 20. század második feléig nem dolgozhattak a kormánynak. Leland T. Saito, a Dél-karolinai Egyetem professzora azt írta, hogy „az Egyesült Államok története során a fehérek kihasználták a rasszt, hogy létrehozzanak társadalmi, gazdasági és politikai különbségeket.”

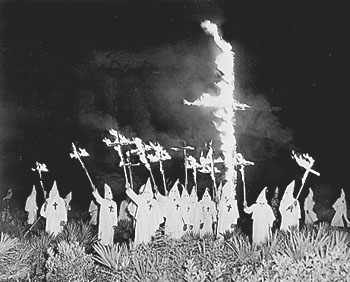
A második Ku-Klux-Klán tagjai 1923-ban egy felvonuláson

A 20. század közepéig folytatódott a kisebbségektől a politikai és társadalmi szabadság megtagadása, amelynek az eredmények az afroamerikai polgárjogi mozgalom volt. Stephen Klineberg szociológus azt állította, hogy az 1965 előtti amerikai bevándorlási törvények láthatóan felsőbbrendűnek nevezték az Észak-Európaiak. Az 1965-ös bevándorlási és nemzetiségi törvény már engedélyezte a nem germán népek bevándorlását is az országba, amely nagyban megváltoztatta az Egyesült Államok demográfiáját. Harmincnyolc államban be volt tiltva a rasszok közötti házasodás, az utolsó 16 tagállam 1967-ben vonta vissza ezeket a törvényeket, mikor a Loving v. Virginia ügy győzött az állam ellen a Legfelsőbb Bíróságon. AZ 1970-es évekre azok a fehér felsőbbrendűségi és szegregációs nézetek, amelyek az 1940-es évek óta többségben elfogadottak voltak, már csak a kisebbség között voltak népszerűek a fehér közösségekben. Két évtizeddel később már kevesebb, mint 10% támogatta a fehér felsőbbrendűséget. Howard Winant véleménye szerint ez az évtized jelentette a fehér felsőbbrendűség végét az Egyesült Államokban.
Az 1960-as évek után az amerikai szélsőjobboldalon fontos ideológia maradt a fehér felsőbbrendűség. Kathleen Belew írása szerint a vietnámi háború után kialakult egy sokkal radikálisabb pozíció, amelynek fő célja az amerikai kormány megdöntése és egy fehér haza felállítása volt. Ebből alakult ki a három nagy szélsőjobboldali erőszakos mozgalom, a Ku-Klux-Klán, a neonáci csoportok és a rasszista szkinheadek, illetve például a Keresztény Identitás vallási csoportok.
Több szakértő is azon a véleményen volt, hogy a 2016-os amerikai elnökválasztás kimenetele bemutatta a jelenlegi küzdelmet a fehér felsőbbrendűség ellen. Janet Helms pszichológus véleménye szerint az olyan intézmények normalizáló viselkedése, mint iskolák, kormányok és egészségügy a „született jog” köré van rendezve, „hogy irányítsák a társadalom erőforrásait és eldöntsék a szabályokat ezekről az erőforrásokról.” Más tanítók és politikai szekértők is feltettek hasonló kérdések és összekötötték a jogfosztott lakosságok hibáztatását a fehér felsőbbrendűséggel. 2018-ban 600 fehér felsőbbrendűségi szervezet létezett az Egyesült Államokban.
2019. július 23-án Christopher A. Wray, az FBI igazgatója azt nyilatkozta, hogy a szervezet nagyjából száz belföldi terroristát tartóztattak le 2018 októbere óta és a legtöbben valamilyen módon kapcsolatban voltak fehér felsőbbrendűségi szervezetekkel.

### Németország

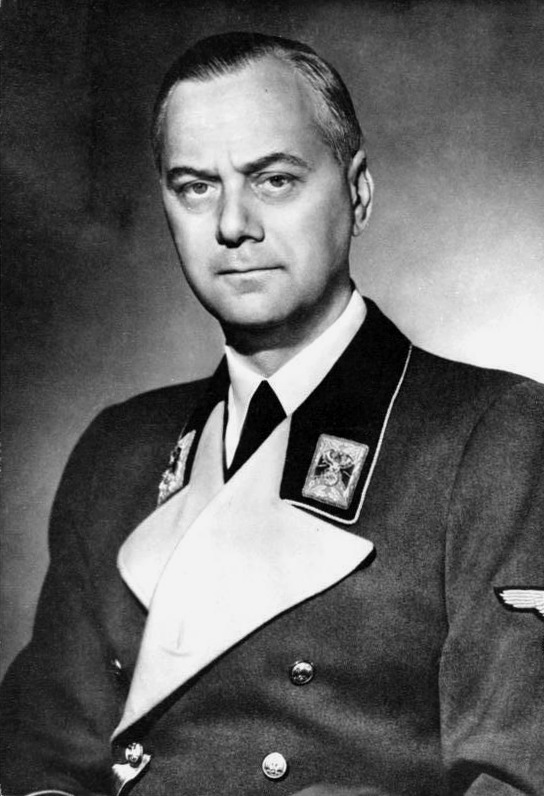
Alfred Rosenberg, Adolf Hitler legfőbb ideológusa

A náci ideológia szerint a germánok vagy az árja faj felsőbbrendűek más rasszokhoz képest, amely. ideológiát főként a 20. század első felében népszerűsítettek. Az ideológia szerint a fehér népek tagjai az árja rassznak, amely felsőbbrendű más népekhez, de főleg a zsidókhoz képest, akiket egy szemita rasszként, szlávként és cigányként írtak le. Arthur de Gobineau francia fajelméleti író az ancien régime elesését a rasszok közötti keveredés hibájának nevezte, ami szerinte elpusztította a germán vagy árja faj „tisztaságát.” Gobineau elméletei szerint, amelyek főként Németországban lettek népszerűek, létezik egy összeegyeztethetetlen polaritás az árja és a zsidó kultúrák között.
A Náci Párt fajelméleti ideológusaként Alfred Rosenberg létrehozta az emberi rasszok létráját, amely megalapozta Adolf Hitler politikáját. Rosenberg népszerűsítette az északi teóriát, amely szerint az északi avagy germán népek voltak az uralkodó faj, felsőbbrendűek más rasszokhoz képest, beleértve más árjákhoz (indoeurópaiakhoz) képest is. Rosenberg hozta létre az Untermensch fogalmat, amelyet a The Revolt Against Civilization: The Menace of the Under-man könyv címéből vett át. Az 1925-es német bevándorlási törvények létrehozásakor Hitler méltatta az Egyesült Államok bevándorlási rendszerét: „Az Amerikai Unió megtagadja a bevándorlást a testileg egészségtelen elemeknek és szimplán kizárja bizonyos rasszok bevándorlását.”
Hitler Mein Kampfjában és az 1930-as években is gyakran méltatta az Egyesült Államok intézményes rasszizmusát. Náci jogászok támogatták az amerikai modell használatát. A rassz alapú amerikai állampolgársági törvények inspirálták a nácik nürnbergi törvényeit, amelyben intézményesítették antiszemita nézeteiket az állampolgársági és a német vér és német becsület védelmi  törvénye alatt. Az árja népek fenntartásának érdekében 1935-ben vezették be ezeket a törvényeket, amely megtiltotta németek és zsidók, majd később németek és cigányok, illetve szlávok házasodását.
A 2012-es német hírszerzési jelentés szerint az országban 6000 neonáci és 26 ezer szélsőjobboldali szélsőséges élt.